# مراقب الأبحاث المسحوبة بعد النشر
مراقب الأبحاث المسحوبة بعد النشر (بالإنجليزية: Retraction Watch)‏ هو مدونة تبلغ عن حالات التراجع عن نشر الأوراق البحثية بعد نشرها، والمواضيع ذات الصلة. أطلقت المدونة في أغسطس/آب 2010 من قبل المؤلفين العلميين إيفان أورانسكي (نائب الرئيس موقع ميدسكيب الطبي ومحرر فيه) وآدم ماركوس (محرر أخبار أمراض الجهاز الهضمي والتنظير الداخلي). المنظمة الأم هي مركز النزاهة العلمية Center for Scientific Integrity.